# Metafisica (Alberto Magno)
La Metafisica (Metaphysica) è un'opera filosofica redatta da Alberto Magno tra il 1262 e il 1270. La prima edizione a stampa uscì a Venezia nel 1494. 
L'opera è un commento al testo originale aristotelico ed ebbe una grande importanza nella storia della interpretazione di Aristotele. Come lo Stagirita, Alberto Magno identifica nella Metafisica la Scienza dell'essere in quanto essere. Egli dispone la materia con la seguente struttura:
- i primi quattro libri contengono la dottrina dei principi dell'essere;
- il libro quinto assume una posizione particolare, in quanto contiene una sorta di lessico dei concetti;
- i libri dal sesto al tredicesimo trattano dell'essere in quanto sostanza.
- Nel dodicesimo libro viene discusso criticamente l'aristotelismo arabo (Averroè, Avicenna).

La sintesi di Alberto costituì una divulgazione dell'aristotelismo per coloro che leggevano il latino (e non l'arabo) e fornì il fondamento per il costituirsi di una teologia cristiana autonoma. 

## Edizione critica
- Alberti Magni Metaphysica, edidit Bernhardus Geyer, Monasterium Westfalorum in aedibus Aschendorff, 1960-1964 (2 voll.).